# Vila de Cardílio
La Vila de Cardílio est un site archéologique présentant les ruines d'une villa romaine située dans la freguesia de Santa Maria (pt), sur le territoire de la municipalité de Torres Novas (district de Santarém, Portugal),.
Le site est classé Monument national depuis 1967.

## Historique
Situé à 3 kilomètres de la ville de Torres Novas, le site abrite les ruines romaines d'une villa rustica.
La première construction de cette villa rustica eut lieu au Ier siècle, dont il ne reste que l'atrium primitif et les vestiges des thermes (qui s'adaptèrent plus tard aux infrastructures successives).
La deuxième phase de Vila Cadílio s'est produite vers le IVe siècle, étant la propriété de Cardílio et d'Avita.

## Description
Cette villa s'organisait autour d'un vaste péristyle d'environ 20 m, entouré de douze colonnes, qui protégeaient une cour carrée de 11 m de long, avec un bassin de 7 m de profondeur (à l'extrême sud de la propriété). Autour de cette zone se trouvait une section de 3,50 m de long, ornée de six panneaux de mosaïque aux motifs géométriques en opus tessellatum. Entre ces panneaux et la cour, un canal de 0,50 m en opus signinum, où le curigum s'étendait (collecteur d'eau).

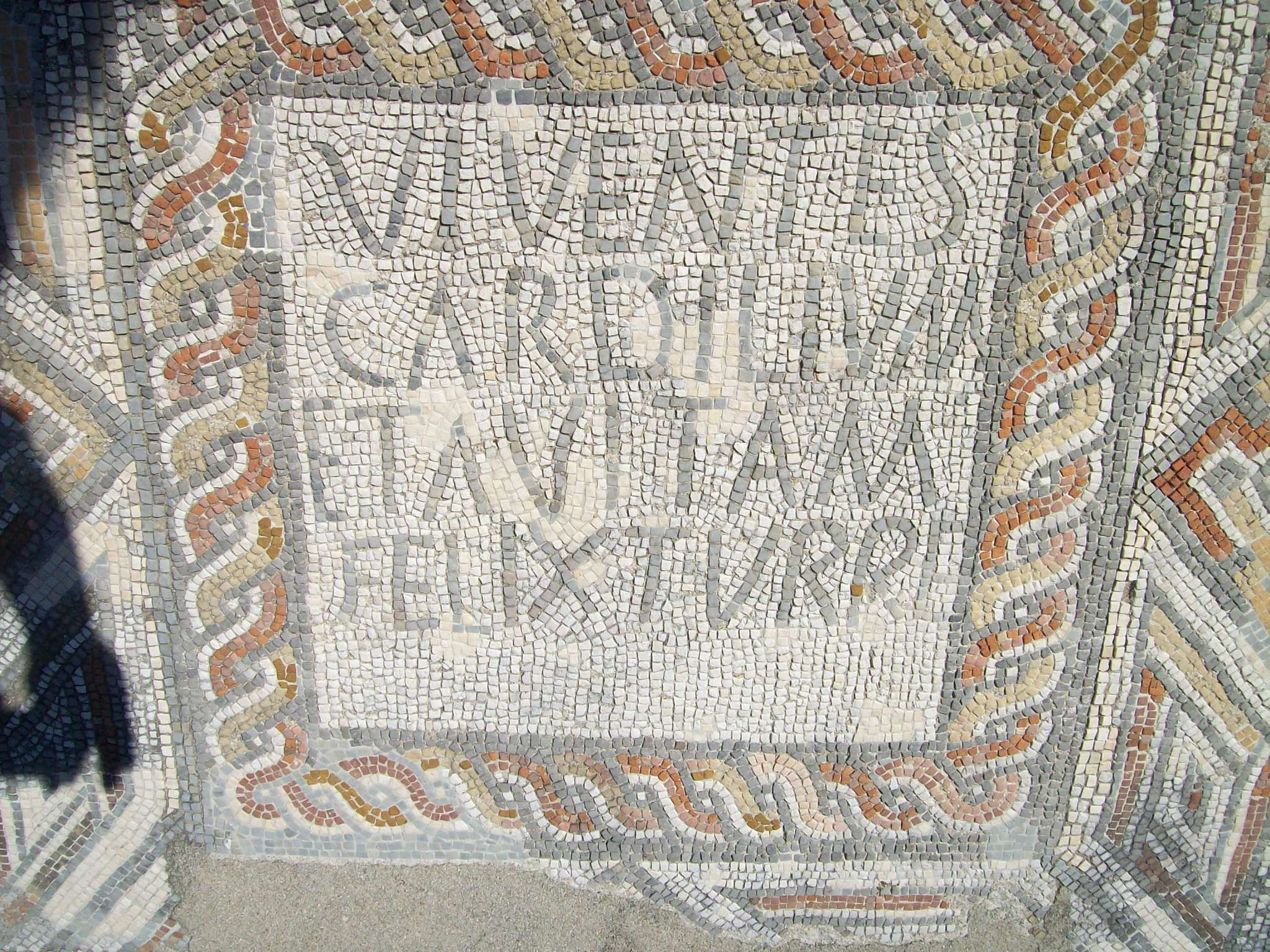

À l'est du péristyle, se trouve l'exèdre, une zone de 10 × 6 m, pavée en opus signinum, au fond de laquelle se trouve une abside, précédée d'un portique à quatre colonnes (de face) et deux colonnes latérales. 
À l'ouest du péristyle se trouve l'ostium, l'entrée principale, avec son pavement en mosaïque, formant divers panneaux décoratifs, géométriques et figuratifs. Sur l'un d'eux figure l'inscription:VIVENTES/CARDILIUM/ETAVITAM/FELIXTURRE, tandis que sur un autre figure un couple romain, entouré de cratères, d'une faucille, d'oiseaux, de poteaux diamétralement opposés et de fleurs aux angles. L'inscription des propriétaires romains a fait l'objet d'interprétations divergentes, notamment : « Félix de Turre a créé les mosaïques en hommage à Cardílio et Avita  ; Félix a créé le tableau de Cardílio et Avita, vivants, dans la localité appelée Turris  ;  Torre était heureux tant que Cardílio et Avita vivaient ; Cardílio et Avita vivaient ici dans la tour heureuse ». Les objets du panneau du propriétaire, la faucille et les cratères, pourraient avoir représenté la culture du blé et de la vigne. 
Il existe également des vestiges d'un frigidarium (bains froids), d'un caldarium (bains chauds) et de leur hypocauste respectif, ainsi que d'une piscine, à l'ouest du péristyle. Ces zones thermales se trouvent en fait sur des dépôts plus anciens, dont deux réservoirs subsistent encore. Au nord de l'ostium se trouve un réservoir entouré de colonnes sur trois côtés, qui pourrait avoir représenté l'atrium d'un bâtiment plus ancien.

## Fouilles archéologiques
Ces ruines, fouillées entre 1963 et 1964, ont livré des centaines de pièces de monnaie des IIe, IIIe et IVe siècles, ainsi que des fragments de céramique sigillée], une fibule en bronze, des fers, des verreries assyriennes et égyptiennes,  du stuc coloré, des bagues, des pierres brutes et une statue d'Éros en marbre de Carrare. Toutes ces pièces sont conservées au musée municipal Carlos Reis.

## Galerie

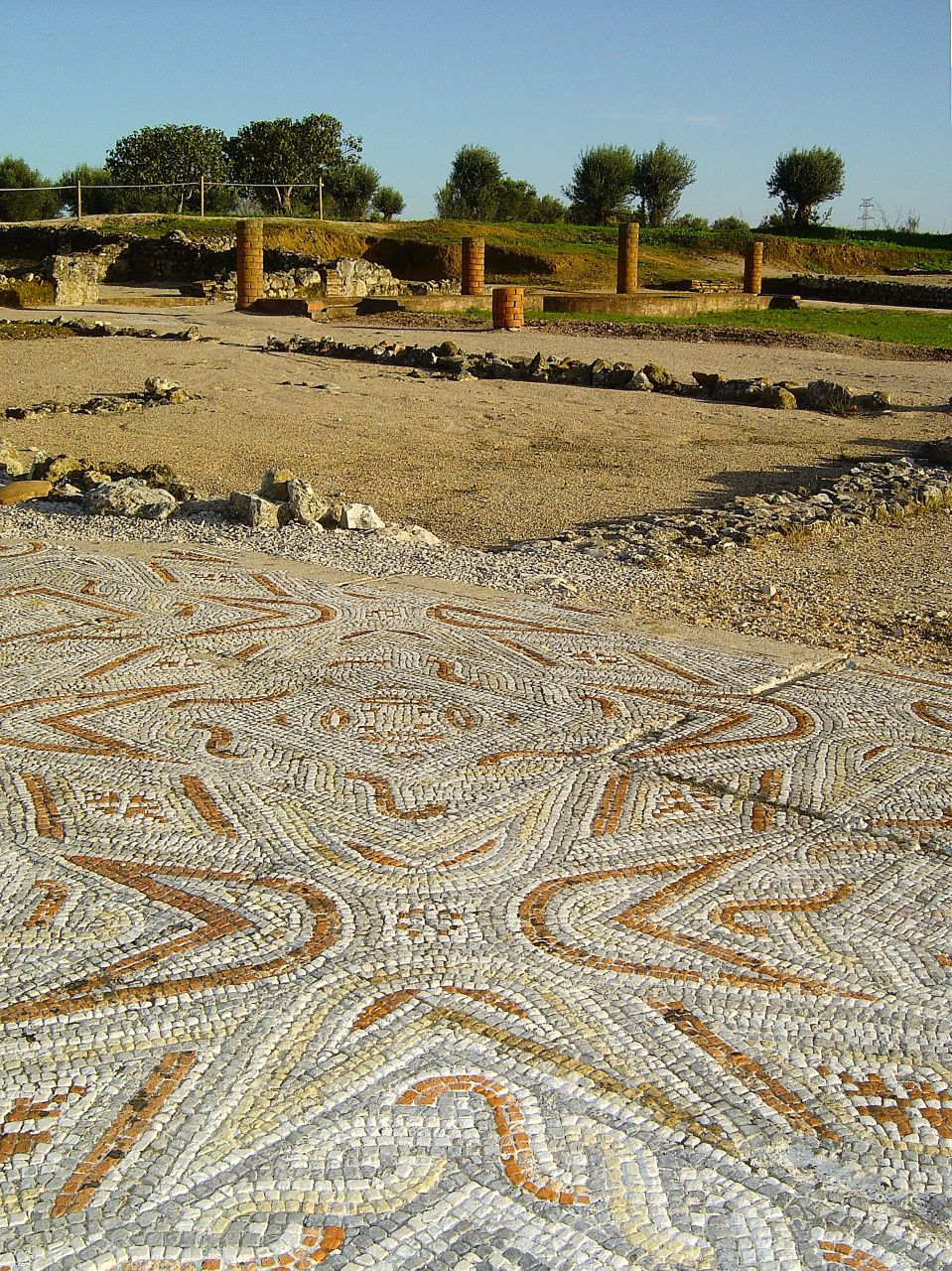
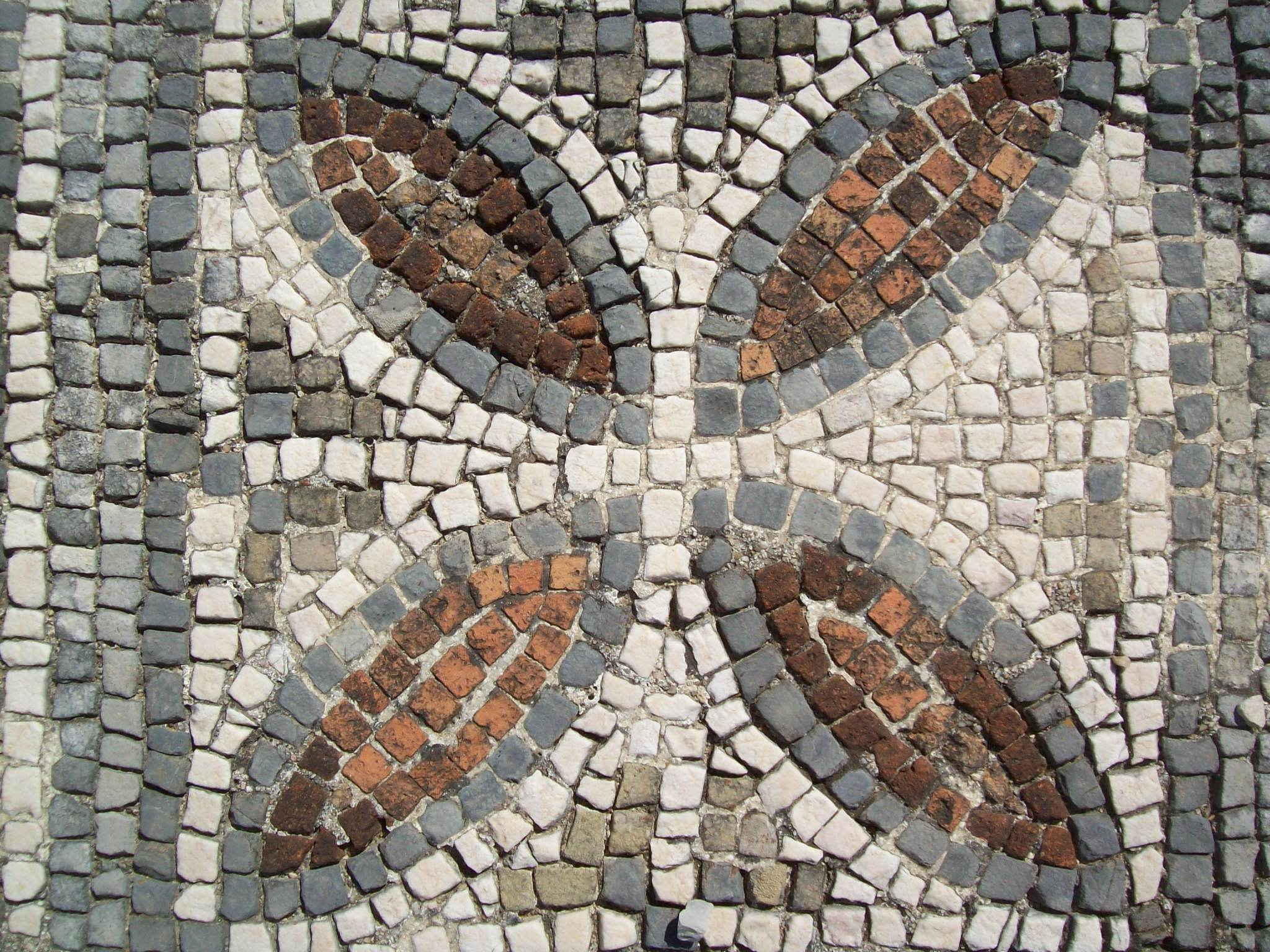

### Liens connexes
- Liste des monuments nationaux du district de Santarém
- Villa romaine
- Villa romaine de Rio Maior